# 인생관
인생관(人生觀)은 '인생이란 무엇이냐' '사람은 어떻게 살아야 하느냐' 등에 관한 사고나 자세를 뜻한다.
뚜렷이 의식한 형태이건 아니건 간에 사람은 누구나 인생에 관해서 어떤 생각이나 자세를 지닌다고 할 수 있다. 그것은 그 사람의 과거 체험·경험·교양·사회적인 지위·성격 등으로 형성되며, 그 사람의 판단이나 행동을 좌우한다.
지각된 형태로서의 인생관은 종교나 문예·도덕·철학·자연과학 등을 통하여, 또는 현실을 직시하고 반성함으로써 형성된다.

## 같이 보기
- 삶의 의미
- 개인 생활
- 믿음